# Rhathymus insignis
Rhathymus insignis är en biart som först beskrevs av Dominique 1898.  Rhathymus insignis ingår i släktet Rhathymus och familjen långtungebin. Inga underarter finns listade i Catalogue of Life.